# Matthias Ahrens

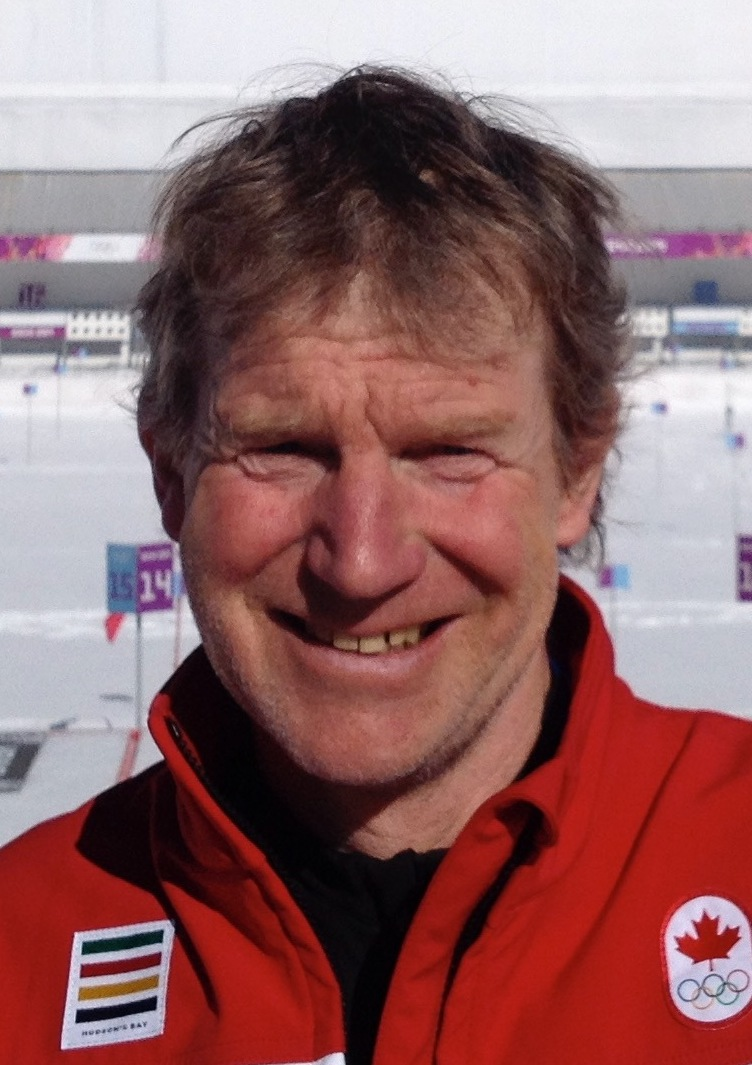
Matthias Ahrens (2014)

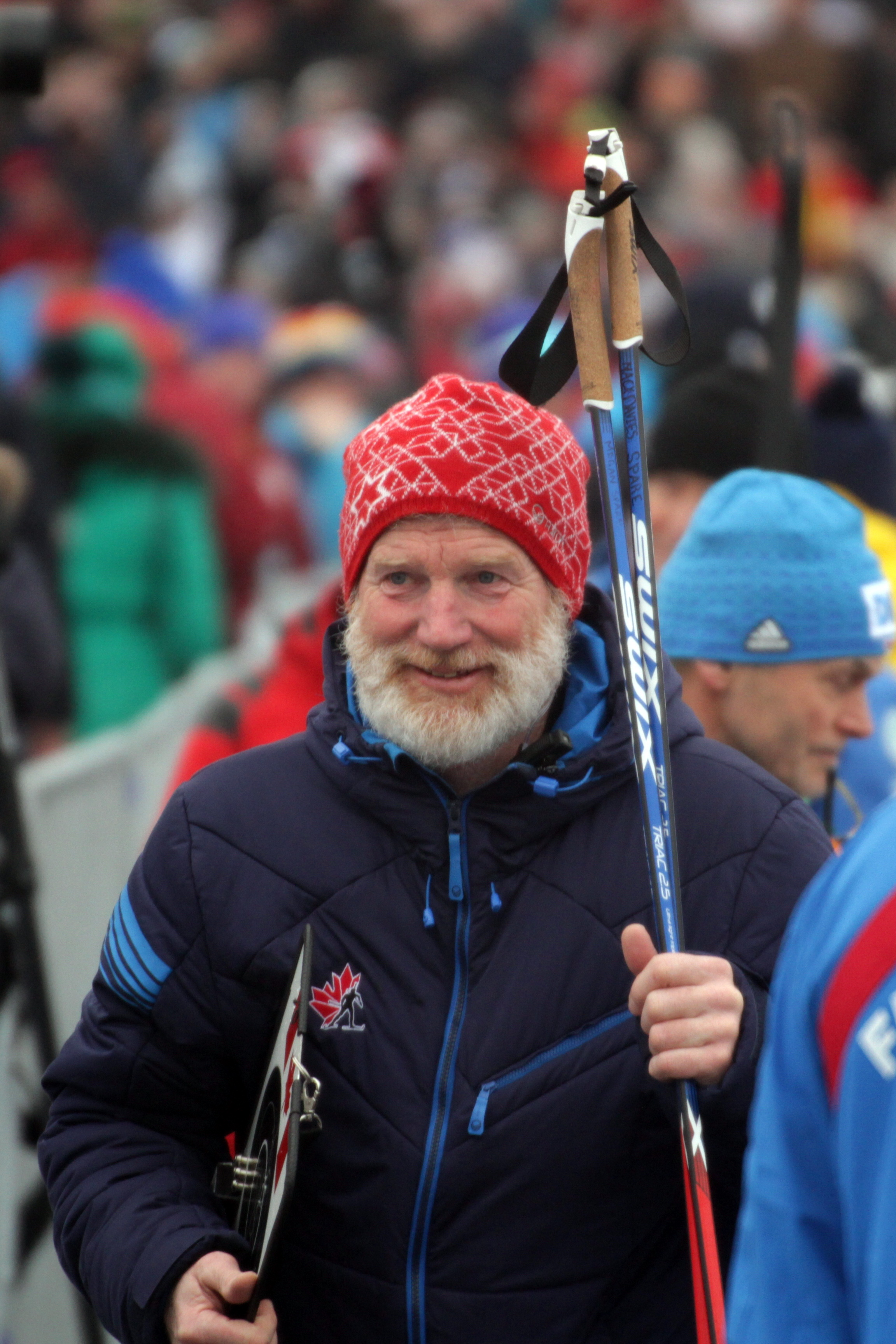
Matthias Ahrens (2018)

Matthias Ahrens (* 26. Mai 1961) ist ein deutscher Biathlontrainer. Er war lange Zeit in Kanada tätig und dort von 2012 bis 2019 Cheftrainer der Nationalmannschaft.

## Leben
Nach seiner aktiven Karriere im Biathlon und Langlauf im Zeitraum von 1978 bis 1984 wurde Ahrens Trainer. Er ist Inhaber der höchsten kanadischen Trainerlizenz im Biathlon. Zudem ist er staatlich geprüfter Berg- und Skiführer sowie staatlich geprüfter Skilanglauflehrer.
Ahrens gehörte ab 2004 dem Trainerstab des kanadischen Biathlon-Verbandes an und betreute am Biathlon-Stützpunkt in Canmore Nationalteam. 2012 wurde Ahrens Cheftrainer der kanadischen Biathlon-Nationalmannschaft. Unter seiner Ägide stiegen sowohl die Männer als auch die Frauen Kanadas in größerer Zahl in die erweiterte Weltspitze auf, obwohl Biathlon – etwa exemplarisch vor den Olympischen Heimspielen 2010 in Vancouver beklagt – der mit am wenigste staatlich geförderte olympische Wintersport ist. Mit Jean-Philippe Leguellec 2012 und Nathan Smith 2015 gewannen unter Ahrens Leitung erstmals kanadische Biathlon-Männer Weltcuprennen. Zudem gewann Smith bei den Biathlon-Weltmeisterschaften 2015 in Kontiolahti die Silbermedaille im Sprintrennen und damit die erste WM-Medaille für die kanadischen Biathlon-Herren. Es folgte der Gewinn der Bronzemedaille bei den Biathlon-Weltmeisterschaften 2016 in Oslo in der Männerstaffel mit Christian Gow, Smith, Scott Gow und Brendan Green.
Nachdem viele Athleten, die Ahrens während seiner Zeit als Trainer der Kanadischen Biathlonmannschaft aufgebaut hatte, ihre Karriere beendeten, beendete auch Ahrens zum Ende der Saison 2018/19 seine Zusammenarbeit mit dem Kanadischen Verband. Danach trainierte er wieder die Jugend und Junioren als Cheftrainer im Biathlon Alberta Training Centre in Canmore Ahrens verließ später Kanada und ist heute als Jugend-Trainer des Bayerischen Skiverbandes an der EdS Berchtesgaden tätig.
Ahrens wurde in den Jahren 2005 und 2022 zum kanadischen Biathlontrainer des Jahres gewählt, 2015 und 2016 mit dem Petro-Canada Coaching Excellence Award und 2023 mit dem Myriam Bedard Award ausgezeichnet. Er ist Botschafter des Vereins Athletes for Ukraine.